# 安倍吉人
安倍 吉人（あべ の よしひと）は、平安時代初期の貴族。東山道観察使・安倍兄雄の子とする系図がある。官位は正四位下・治部卿。

## 経歴
弘仁14年（823年）従五位下より従五位上に叙され、天長4年（827年）正五位下、天長5年（828年）従四位下と、淳和朝前半に順調に昇進する。また淳和朝では式部大輔を務めている。
天長10年（833年）仁明天皇の即位に伴い正四位下に昇叙される。宮内卿を経て、承和3年（836年）に治部卿に任ぜられる。承和5年（838年）6月10日卒去。享年58。最終官位は治部卿正四位下。
式部大輔を務めたことや、若い頃の和気貞臣に老荘を教授した話が伝わるなど、学者であったとみられる。

## 官歴
『六国史』による。
- 時期不詳：従五位下
- 弘仁14年（823年） 11月20日：従五位上
- 天長4年（827年） 正月21日：正五位下
- 天長5年（828年） 正月7日：従四位下
- 天長10年（833年） 3月5日：見式部大輔。3月6日：正四位下
- 時期不詳：宮内卿
- 承和3年（836年） 5月15日：治部卿
- 承和5年（838年） 6月10日：卒去（治部卿正四位下）

## 系譜
- 父：安倍兄雄[3]
- 母：不詳
- 妻：不詳
  - 男子：安倍房上[3]
  - 男子：安倍大家